# Mont Sobo
Le mont Sobo (祖母山, Sobo-san) est l'une des 100 montagnes célèbres du Japon. Culminant à 1 756 m d'altitude, elle est située à la limite des municipalités de Taketa et Bungo-ōno dans la préfecture d'Ōita et Takachiho, district de Nishiusuki dans la préfecture de Miyazaki. C'est le point culminant de la préfecture de Miyazaki. Dans la préfecture d'Ōita, seuls les monts Kujū, à 1 791 m d'altitude, sont plus élevés.
Les monts Sobo s'étendent sur le territoire de trois préfectures du Japon : Ōita, Miyazaki et Kumamoto. En raison de l'activité volcanique qui a formé la montagne, l'environnement de la montagne est parsemé d'énormes rochers. Dans les vallées au bas de la montagne ainsi qu'à moyenne et haute altitude, les passionnés d'escalade ont à leur disposition de très nombreuses falaises. Les environs du mont Sobo abondent en ressources minérales qui ont été exploitées de l'époque d'Edo jusqu'au milieu de l'ère Shōwa.

## Géographie

### Géologie
En raison de l'activité magmatique, le granite est omniprésent.

### Flore
Le Miyama Kirishima (Rhododendron kiusianum), la gentiane du Japon et l'érable du Japon poussent en grandes quantités et en toutes saisons.
La montagne est couverte par une forêt primaire. Parmi les espèces typiques se trouvent le bouleau du Japon et le Pruche du Japon. En s'élevant de la plaine, la végétation change de la forêt à feuillage persistant (feuilles brillantes) à la forêt de conifères à mi-hauteur de la montagne, au suzu-take et aux hêtres près du sommet. Angelica ubatakensis, endémique d'une partie de l'île de Shikoku et des monts Sobo, est une plante précieuse. Le pseudonyme du mont Sobo, mont Uba (姥岳, Uba-take) (uba, « femme âgée » en japonais), remonte à la découverte de la plante par Tomitarō Makino qui lui a donné ce nom.

### Faune
Le sarot du Japon vit dans la limite méridionale de ce monument spécial du Japon (特別天然記念物, tokubetsu tennen kinen-butsu). Bien que son observation soit devenue rare, l'ours noir d'Asie est également supposé y vivre. Par ailleurs, le muscardin du Japon et le cerf Sika y demeurent.

## Histoire

### Histoire éruptive
La formation de la chaîne de montagnes Sobo se serait déroulée au cours de deux périodes d'activité volcanique distinctes. Durant la première période, il y a environ 13 millions d'années, deux vastes cirques, dont la caldeira de Sono, se sont formés par une éruption accompagnée d'une nuée ardente. Les deux cirques formés à cette époque ont été ensevelis lors de la deuxième période d'activité volcanique laissant en place la caldeira actuelle.
Il y a environ 12,5 millions d'années, un cirque s'est de nouveau ouvert. Pendant cette période, du minerai a été formé. Il y a environ 10 millions d'années, l'activité volcanique a cessé. L'érosion a abaissé l'altitude de la montagne jusqu'à il y a trois millions d'années quand l'intense activité du jeune mont Aso a provoqué une coulée pyroclastique qui a donné au mont Sobo sa forme actuelle.

### Histoire humaine
Le 30 août 1945, une Boeing B-29 Superfortress de l'United States Air Force en vol de ravitaillement s'est écrasé dans de mauvaises conditions météorologiques dans le voisinage du mont Oyaji (親父岳, Oyaji-take) au sud du mont Sobo. Les douze membres d'équipage ont été tués. Une partie du fuselage et le drapeau des États-Unis se trouvent encore dans la montagne. Un monument de « prière pour la paix » a été érigé le 26 août 1995 pour commémorer cet événement.

## Activités

### Exploitation minière
Au pied du mont Sobo restent les vestiges de la mine d'Obira. De son ouverture en 1617 jusqu'à sa fermeture en 1954, elle a été florissante comme la principale mine du Japon. Outre Obira, il existe la mine de Kyūsetsu (九折鉱山, kyūsetsu-kōzan) et la mine de Kiura (木浦鉱山, kiura-kōzan) du côté de la préfecture d'Ōita ainsi que la mine de Mitate (見立鉱山, mitate-kōzan) et la mine de Toroku (土呂久鉱山, toroku-kōzan) du côté de la préfecture de Miyazaki. Les mines produisent des minéraux rares comme du cuivre, de l'étain, du plomb, du manganèse et du quartz.

### Activités sportives
Il existe une grande variété de voies d'ascension, allant des pistes d'animaux aux itinéraires bien entretenus. Des parcours adaptés à toutes sortes de visiteurs sont possibles, de la randonnée de détente aux itinéraires d'escalade destinés aux personnes expérimentées. Des voies d'escalade partent de tous les sentiers à proximité du sommet.